# Gary Whelan
Gary Whelan, známý také jako Gaz, (* 12. února 1966) je anglický hudebník. Od počátku osmdesátých let hraje na bicí ve skupině Happy Mondays, s níž nahrál všechny její desky – Squirrel and G-Man Twenty Four Hour Party People Plastic Face Carnt Smile (White Out) (1987), Bummed (1988), Pills 'n' Thrills and Bellyaches (1990), Yes Please! (1992) a Uncle Dysfunktional (2007). Roku 2000 se podílel na třípísňovém extended play Hunk of Burning Love projektu Buffalo 66 (dalším členem byl baskytarista Happy Mondays Paul Ryder). Později působil ve skupině The Hippy Mafia, s níž nahrál desku 21st Century Commonwealth Soul (2013). Rovněž působí jako DJ. Je zakladatelem hudebního vydavatelství LittleBIGman Records. Kromě bicích hraje také na kytaru a v roce 2019 odehrál sólové turné. Vydal i několik sólových písní, například „Show Me The Truth“, ve které hostuje Rowetta, zpěvačka Happy Mondays. V devadesátých letech žil v Austrálii a později v Kanadě.